# دارة (اتصالات)
دارة الاتصال عن بعد أو دارة الاتصال البعادي أو دائرة الاتصالات السلكية واللاسلكية (بالإنجليزية: Telecommunication circuit)‏ هي أي خط أو موصل أو أي قناة يتم من خلالها إرسال المعلومات.
تعتبر الدئرة المخصصة، دائرة خاصة، أو الخطوط المؤجرة هي خط مخصص لاستخدام واحد فقط. في الأصل، كانت تناظريه  ، وكانت كثيرا ما تستخدم من قبل محطات الإذاعة كحلقة وصل استوديو / الإرسال أو وحدة صغيرة عن بعد (RPU) للصوت، وأحيانا على سبيل الاحتياط إلى وسائل أخرى. لاحقا الخطوط أصبحت رقمية، وتستخدم في شبكات البيانات للشركات الخاصة.
دائرة التحول تعتبر على عكس الدائرة المخصصة، والتي يمكن أن تكون مرتبطة على مسارات مختلفة. POTS ( خدمه تليفونيه قديمه ) أو خط الهاتف شبكة رقمية للخدمات المتكاملة ( شبكة الاتصال الرقمية ذات الخدمات المتكاملة ) يعتبروا دائرة تحول، لأنه يمكن الاتصال إلى أي رقم هاتف آخر.
في الخطوط الرقمية، الدائرة الافتراضية يمكن إنشاؤها لخدمة أي غرض، في حين مشاركة دائرة واحده فعليه .

## تعريفات
ويمكن تعريف دائرة الاتصالات السلكية واللاسلكية على النحو التالي:
- المسار الكامل بين طرفين خلال الاتصال باتجاه واحد أو اتجاهين التي يمكن أن تتوفر . انظر بروتوكول الاتصالات .
- مسار الإلكتروني بين اثنين أو أكثر من النقاط، قادرة على توفير عدد من القنوات .
- اتصال عدد من الموصلات لغرض حمل التيار الكهربي .
- مسار حلقة مغلقة إلكتروني بين نقطتين أو أكثر يستخدم لنقل الإشارات .
- عدد من المكونات الكهربائية، مثل المقاومات، الملفات، والمكثفات، والترانزستورات، ومصادر الطاقة تتصل بحلقه واحده مغلقه أو أكثر.